# 笑話
笑話是指以一句短句或一個小故事讓說話者和聽者之間覺得好笑，或是產生幽默感，另外一個行動（動作）型的笑話是以動作影響人的視覺及觀感，而讓人感到好笑。

## 笑話的結構
幾乎所有笑話都包含兩個組成：第一是笑話開頭（例如：有一天，麵包與肉包發生爭執...），第二是笑點，是一個意想不到，或是與現實完全相反的情節或關鍵，也是一個笑話最重要的部分，且這個笑點能不能讓聽眾感到好笑，將成為這個笑話能否成功的關鍵。

## 笑話心理學
人為什麼要笑，已是現今的一個研究課題及方向（有可能是嚴肅的）。
最常見的理論有「失階-解惑」理論，這個理論認為當不一致性（incongruity）或不符合预期或传统思维模式的元素存在一個對話時，人們會產生一種認知緊張（cognitive tension），導致情緒的不確定性。為了舒緩這種不一致的感覺，人們會透過尋找新的解釋和理解去恢復認知平衡的目的。而幽默本身被定義為這個尋求過程的成功成果，當人們找到了令人滑稽或令人愉快的解決方法時，認知緊張會得到緩解，情感會由緊張轉為愉悅，從而產生幽默的感覺。故此，一個笑話應該要包括『前設/背景設定』，『觀眾期待某個方向出現』，『失階』產生，『猜想/解惑』四個部分，就此，幽默感也由此而出現。由此這也解釋了：當觀眾進入了『我接下來要聽笑話』的預設，很容易覺得不好笑的情況。
其次，另一個常見的討論包括『幽默的優越性理論』，這個理論可以追溯到柏拉圖和亞里斯多德，以及托馬斯·霍布斯的《利維坦》。普遍的想法是，一個人嘲笑他人的不幸，因為這些不幸在他人缺點下證實了他的優越性。 柏拉圖引述蘇格拉底說，這些特徵表現出了自我愚昧。根據亞里士多德，我們嘲笑劣等或醜陋的人，是因為我們對自己的優越感感到高興。 優越感通常是基於群體的不足或與社會內部規範的偏離。這也導致一些挖苦類型、地獄梗、低級笑話這類笑話為何會引起部分觀眾的『快樂』。

## 笑話類型

### 職業型笑話
職業型笑話中的內容主要是針對某種行業的人的弱點諷刺該職業。
- 律師笑話

在美國一些地區有許多关于律師的笑話，因為當地的律師給人印象不佳、貪財的形象：
Q: 當你和一個殺人凶手、一個強暴犯和一個律師被困在房子裡，你的手槍只剩兩顆子彈，你會怎麼做？
A: 射律師兩槍。
- 数学笑话

### 造句笑話
- 十分——妹妹國語只考了十分，真是丟臉！
- 吃香——我喜歡吃香蕉，也喜歡吃芭樂。
- 便當——小英把大便當成早上做的第一件事。
- 馬上——我騎在馬上。

### 低級笑話
低級笑話又稱黃色笑話，常會以各種禁忌為主題，主要為性，這類的笑話中可能包含了令人不悅的性暗示，許多的低級笑話和性別歧視有關，但其他類型中的笑話，也可能包含了低級及不雅的內容。

### 問答式笑話
- 雞為什麼要過馬路？答：因為牠要到馬路的另一端去。
- 為什麼飛機要叫飛機？答：因為它會飛。
- 小明走到桥中间，前有狼，后有虎，结果他还是过去了。他是怎么过去的？——晕过去的。

### 冷笑話
冷笑话是指由于笑话本身因為諧音、谐义、翻译、省去主語、不同邏輯、斷語及特殊內容等问题，或是由于表演者语气或表情等原因，导致一个原本好笑的笑话变得與一般笑話感覺不同，較難以發笑，不過並不代表不好笑，而也是幽默的一種表現。
有的冷笑话經细想又会發掘不少微妙之處，有時冷笑話不好笑就是該則笑話唯一的笑點，冷笑话现在廣泛流行于网络、电视节目、書籍、雜誌之中，坊間不乏冷笑话的高手。
常見冷笑話：
- 為甚麼模範生常被綁架?---因為他一臉好榜(綁)樣
- 有一天有一個記者訪問冰塊畢生的夢想，冰塊回答:「我想退伍，因為我已經當冰(兵)很久了」
- 有一天小美問小明說:「你們家是開甚麼的啊?」小明說:「我爸是開法拉利的，我媽是開保時捷的」，小美一聽吃了一驚就再追問:「哇那你是開甚麼的啊?」，小明回答:「喔！我開玩笑的」
- 公雞最喜歡哪個品牌?---無印良品MUJI(母雞)
- 有一天馬克杯跟玻璃杯走在路上，迎面一輛車疾駛過來，路人大叫小心啊!結果玻璃杯破了，馬克杯毫髮無傷，為甚麼?---因為馬克杯有耳朵
- 陶晶瑩玩抖音，猜一句成語---晶瑩剔透(Tic Tok)
- 有一天張雨生走進森林扛了一塊木頭出來，猜猜木頭怎麼來的?---與生俱來的(雨生鋸來的)
- 韓國藝人中誰的車最容易被偷?---車太鉉(炫)
- 有一天有一對情侶吵架，女生就很生氣的奪門而出，男生就急忙追出去，把門奪回來。
- 大便和小便是好朋友，有一天大便死了，小便就說:「我好想大便」
- 醫生問小明：「如果把你一邊耳朵割掉你會怎麼樣？」，小明答：「我會聽不見」，醫生又問：「那再割掉另一個耳朵呢？」，小明答：「我會看不見」，醫生問他為什麼...小明：「因為我有戴眼鏡」

- 有禿頭的人適合看什麼片?---鬼片，因為會讓他們頭皮發毛
- 愚公臨死前召集兒子來到床邊，虛弱的說：「移山…移山………」，兒子回答：「亮晶晶？」…愚公卒…
- 伊斯蘭恐怖組織ISIS以前叫什麼名稱?---waswas
- 有一天小明他爸很渴，就叫小明幫他倒水，但小明遲遲沒去倒，小明爸就說：「你是要逼爸渴死嗎？」，於是小明就開始B Box了
- 猴子最怕哪條線?---平行線，因為沒有相交(香蕉)
- 什麼物質能夠化解尷尬的氣氛？---氫氧化鈉，因為它會潮解(嘲解)
- 要怎麼讓豬不被做成東坡肉？---要跳出蘇軾圈(舒適圈)

### 政治笑话
政治笑话通常以讽刺国家领导人及其他政要人物、制度、政治、经济和生活状态为主，具有强烈的讽刺意味。其中以苏联政治笑话最具代表性：
- 克里姆林宫外頭有位男子大喊：「史達林是白癡、是王八蛋！」結果男子立即遭到逮捕，並判刑23年。這23年，其中3年是侮辱共黨總書記，其餘20年是洩露國家機密。

- 有一次總統坐飛機。半路上，總統對飛機駕駛員說：「我有一個好點子，就是我從飛機上撒錢下去，那樣全國人民就會很高興。」飛機駕駛員答道：「如果這時候我把你踢下去，全國人民會更高興。」

## 相關連結
- 冷笑话
- 笑林廣記
- 黑色幽默
- 双关语